# Casa individuală de pe str. Veronica Micle, 2 (Chișinău)
Casa individuală de pe str. Veronica Micle, 2 este o clădire amplasată pe str. Veronica Micle, 2 în Chișinău, Republica Moldova. Este un monument arhitectural de importanță națională inclus în Registrul monumentelor Republicii Moldova ocrotite de stat cu nr. 160 (municipiul Chișinău). Datează de la sf. sec. XIX.